# شعب السميع (ماوية)

تعديل مصدري - تعديل

شعب السميع  هي إحدى قرى مديرية ماوية بمحافظة تعز اليمنية، بلغ تعداد سكانها 227 نسمة حسب التعداد السكاني في اليمن في 2004.